# Arhivska zbirka
Arhivska zbirka je umetna in raznovrstna celota arhivskega gradiva, sestavljena iz zapisov različnih ustvarjalcev. 
Zaradi priznanja načela provenience nove zbirke načeloma ne nastajajo. 

## Načela sestave zbirke
Sestavimo jo lahko na tri načine:
- glede na vrsto gradiva (npr. urbarji)
- glede na vsebino
- glede na osebo

## Tipi zbirk
- tematska zbirka: take zbirke pogosto najdemo pri zasebnih zbiralcih, vendar pa danes praviloma ne nastajajo več. Dopolnjujejo pa se še vedno zbirke listin, fotografij, filmov, katastrskih map, načrtov itd. (npr. zbirka koroškega plebiscita, zbirka Stara Ljubljana, zbirka Prešerniana)

- dopolnilna ali nadomestna zbirka: sem spada gradivo, ki je v reproducirani obliki pridobljeno iz tujih arhivov ali od zasebnikov (v Sloveniji smo take zbirke dobili iz italijanskih arhivov v 50. letih, z Dunaja v 70. in 80. letih 20. stoletja). Gradivo priteka na osnovi zakonskega temelja, pomembno pa je tudi tisto gradivo, ki ga ni obvezno oddajati. V državah tretjega sveta (kolonijah) so takšne zbirke urejevala ministrstva, trgovske družbe, misijonske družbe. Takšne zbirke lahko nastajnejo na podlagi različnega gradiva npr. reprodukcije, fotokopij, prepisov, mikrofilmov itd. V Slovenije je še posebej veliko takega gradiva, ker je bilo središče države do 1991 izven meja današnje države.